# Liste von Folklore- und Volkskundegesellschaften
Dies ist eine Liste von Folklore- und Volkskundegesellschaften. Sie erhebt keinen Anspruch auf Aktualität oder Vollständigkeit. Die britische Folklore Society wurde 1878 unter dem Namen Folk-Lore Society in London gegründet. Das englische Kunstwort „folk-lore“ wurde unter Bezug auf Jacob Grimms Deutsche Mythologie von dem Kulturhistoriker William John Thoms (1803–1885) geschaffen.

## Übersicht
- American Folklore Society
- Bonner Gesellschaft für Volkskunde und Kulturwissenschaften
- Deutsche Gesellschaft für Empirische Kulturwissenschaft
- Folklore Fellows (FF Communications)
- The Folk-Lore Society
- The Folklore Society West
- Gesellschaft für Volkskunde in Rheinland-Pfalz
- Hamburger Gesellschaft für Volkskunde
- Hoosier Folklore Society
- Israel Folklore Society
- Österreichische Gesellschaft für Empirische Kulturwissenschaft und Volkskunde
- Empirische Kulturwissenschaft Schweiz
- Société d’ethnologie et de folklore du Centre-Ouest
- Société du folklore français
- Virginia Folklore Society